# Niphogeton magnus
Niphogeton magnus är en flockblommig växtart som beskrevs av James Francis Macbride. Niphogeton magnus ingår i släktet Niphogeton och familjen flockblommiga växter. Inga underarter finns listade i Catalogue of Life.